# Llista d'asteroides/170101-170200
| Nom      | Designació provisional | Data de descobriment   | Lloc de descobriment | Descobridor/s |
| -------- | ---------------------- | ---------------------- | -------------------- | ------------- |
| 170101 - | 2002 XM70              | 10 de desembre de 2002 | Socorro              | LINEAR        |
| 170102 - | 2002 XM74              | 11 de desembre de 2002 | Socorro              | LINEAR        |
| 170103 - | 2002 XT74              | 11 de desembre de 2002 | Socorro              | LINEAR        |
| 170104 - | 2002 XR75              | 11 de desembre de 2002 | Socorro              | LINEAR        |
| 170105 - | 2002 XA85              | 11 de desembre de 2002 | Socorro              | LINEAR        |
| 170106 - | 2002 XW87              | 12 de desembre de 2002 | Palomar              | NEAT          |
| 170107 - | 2002 XJ88              | 12 de desembre de 2002 | Palomar              | NEAT          |
| 170108 - | 2002 XW89              | 14 de desembre de 2002 | Socorro              | LINEAR        |
| 170109 - | 2002 XX92              | 5 de desembre de 2002  | Socorro              | LINEAR        |
| 170110 - | 2002 XH95              | 5 de desembre de 2002  | Socorro              | LINEAR        |
| 170111 - | 2002 XH101             | 5 de desembre de 2002  | Socorro              | LINEAR        |
| 170112 - | 2002 XK102             | 5 de desembre de 2002  | Socorro              | LINEAR        |
| 170113 - | 2002 XV103             | 5 de desembre de 2002  | Socorro              | LINEAR        |
| 170114 - | 2002 XN104             | 5 de desembre de 2002  | Socorro              | LINEAR        |
| 170115 - | 2002 XV105             | 5 de desembre de 2002  | Socorro              | LINEAR        |
| 170116 - | 2002 XA110             | 6 de desembre de 2002  | Socorro              | LINEAR        |
| 170117 - | 2002 YD13              | 31 de desembre de 2002 | Socorro              | LINEAR        |
| 170118 - | 2002 YW15              | 31 de desembre de 2002 | Socorro              | LINEAR        |
| 170119 - | 2002 YY16              | 31 de desembre de 2002 | Socorro              | LINEAR        |
| 170120 - | 2002 YR18              | 31 de desembre de 2002 | Socorro              | LINEAR        |
| 170121 - | 2002 YE23              | 31 de desembre de 2002 | Socorro              | LINEAR        |
| 170122 - | 2002 YU26              | 31 de desembre de 2002 | Socorro              | LINEAR        |
| 170123 - | 2002 YV32              | 27 de desembre de 2002 | Palomar              | NEAT          |
| 170124 - | 2003 AE4               | 3 de gener de 2003     | Socorro              | LINEAR        |
| 170125 - | 2003 AL4               | 4 de gener de 2003     | Socorro              | LINEAR        |
| 170126 - | 2003 AT9               | 4 de gener de 2003     | Socorro              | LINEAR        |
| 170127 - | 2003 AZ12              | 1 de gener de 2003     | Socorro              | LINEAR        |
| 170128 - | 2003 AN17              | 3 de gener de 2003     | Socorro              | LINEAR        |
| 170129 - | 2003 AF19              | 4 de gener de 2003     | Socorro              | LINEAR        |
| 170130 - | 2003 AH19              | 5 de gener de 2003     | Socorro              | LINEAR        |
| 170131 - | 2003 AC26              | 4 de gener de 2003     | Socorro              | LINEAR        |
| 170132 - | 2003 AK27              | 4 de gener de 2003     | Socorro              | LINEAR        |
| 170133 - | 2003 AB36              | 7 de gener de 2003     | Socorro              | LINEAR        |
| 170134 - | 2003 AZ42              | 5 de gener de 2003     | Socorro              | LINEAR        |
| 170135 - | 2003 AH56              | 5 de gener de 2003     | Socorro              | LINEAR        |
| 170136 - | 2003 AV62              | 8 de gener de 2003     | Socorro              | LINEAR        |
| 170137 - | 2003 AP65              | 7 de gener de 2003     | Socorro              | LINEAR        |
| 170138 - | 2003 AC67              | 7 de gener de 2003     | Socorro              | LINEAR        |
| 170139 - | 2003 AM70              | 10 de gener de 2003    | Socorro              | LINEAR        |
| 170140 - | 2003 AQ71              | 10 de gener de 2003    | Socorro              | LINEAR        |
| 170141 - | 2003 AQ76              | 10 de gener de 2003    | Socorro              | LINEAR        |
| 170142 - | 2003 AH79              | 11 de gener de 2003    | Socorro              | LINEAR        |
| 170143 - | 2003 AD81              | 11 de gener de 2003    | Socorro              | LINEAR        |
| 170144 - | 2003 AN81              | 10 de gener de 2003    | Socorro              | LINEAR        |
| 170145 - | 2003 BF1               | 24 de gener de 2003    | Palomar              | NEAT          |
| 170146 - | 2003 BX18              | 26 de gener de 2003    | Palomar              | NEAT          |
| 170147 - | 2003 BA29              | 27 de gener de 2003    | Socorro              | LINEAR        |
| 170148 - | 2003 BZ48              | 26 de gener de 2003    | Kitt Peak            | Spacewatch    |
| 170149 - | 2003 BB49              | 26 de gener de 2003    | Haleakala            | NEAT          |
| 170150 - | 2003 BW88              | 28 de gener de 2003    | Socorro              | LINEAR        |
| 170151 - | 2003 CE1               | 1 de febrer de 2003    | Socorro              | LINEAR        |
| 170152 - | 2003 CU14              | 3 de febrer de 2003    | Haleakala            | NEAT          |
| 170153 - | 2003 CY14              | 4 de febrer de 2003    | Anderson Mesa        | LONEOS        |
| 170154 - | 2003 DT6               | 23 de febrer de 2003   | Campo Imperatore     | CINEOS        |
| 170155 - | 2003 DU17              | 28 de febrer de 2003   | Socorro              | LINEAR        |
| 170156 - | 2003 EC1               | 3 de març de 2003      | Haleakala            | NEAT          |
| 170157 - | 2003 EV7               | 6 de març de 2003      | Anderson Mesa        | LONEOS        |
| 170158 - | 2003 EJ9               | 6 de març de 2003      | Socorro              | LINEAR        |
| 170159 - | 2003 EG18              | 6 de març de 2003      | Anderson Mesa        | LONEOS        |
| 170160 - | 2003 EM40              | 8 de març de 2003      | Socorro              | LINEAR        |
| 170161 - | 2003 EX59              | 14 de març de 2003     | Socorro              | LINEAR        |
| 170162 - | 2003 FJ2               | 23 de març de 2003     | Vicques              | M. Ory        |
| 170163 - | 2003 FE31              | 23 de març de 2003     | Palomar              | NEAT          |
| 170164 - | 2003 FS41              | 25 de març de 2003     | Haleakala            | NEAT          |
| 170165 - | 2003 FN44              | 23 de març de 2003     | Kitt Peak            | Spacewatch    |
| 170166 - | 2003 FC55              | 25 de març de 2003     | Haleakala            | NEAT          |
| 170167 - | 2003 FN78              | 27 de març de 2003     | Kitt Peak            | Spacewatch    |
| 170168 - | 2003 FF86              | 28 de març de 2003     | Kitt Peak            | Spacewatch    |
| 170169 - | 2003 FG106             | 26 de març de 2003     | Palomar              | NEAT          |
| 170170 - | 2003 FY130             | 31 de març de 2003     | Socorro              | LINEAR        |
| 170171 - | 2003 GZ16              | 5 d'abril de 2003      | Socorro              | LINEAR        |
| 170172 - | 2003 HV7               | 24 d'abril de 2003     | Anderson Mesa        | LONEOS        |
| 170173 - | 2003 HF38              | 29 d'abril de 2003     | Socorro              | LINEAR        |
| 170174 - | 2003 KF5               | 22 de maig de 2003     | Kitt Peak            | Spacewatch    |
| 170175 - | 2003 KE9               | 26 de maig de 2003     | Haleakala            | NEAT          |
| 170176 - | 2003 MU1               | 21 de juny de 2003     | Anderson Mesa        | LONEOS        |
| 170177 - | 2003 MX1               | 22 de juny de 2003     | Anderson Mesa        | LONEOS        |
| 170178 - | 2003 MR2               | 25 de juny de 2003     | Haleakala            | NEAT          |
| 170179 - | 2003 MR3               | 25 de juny de 2003     | Socorro              | LINEAR        |
| 170180 - | 2003 MP5               | 26 de juny de 2003     | Socorro              | LINEAR        |
| 170181 - | 2003 MS6               | 26 de juny de 2003     | Socorro              | LINEAR        |
| 170182 - | 2003 MR8               | 28 de juny de 2003     | Socorro              | LINEAR        |
| 170183 - | 2003 MB11              | 26 de juny de 2003     | Socorro              | LINEAR        |
| 170184 - | 2003 MV11              | 27 de juny de 2003     | Anderson Mesa        | LONEOS        |
| 170185 - | 2003 NY3               | 3 de juliol de 2003    | Kitt Peak            | Spacewatch    |
| 170186 - | 2003 NS6               | 6 de juliol de 2003    | Reedy Creek          | J. Broughton  |
| 170187 - | 2003 NF10              | 3 de juliol de 2003    | Kitt Peak            | Spacewatch    |
| 170188 - | 2003 OE2               | 22 de juliol de 2003   | Haleakala            | NEAT          |
| 170189 - | 2003 OF4               | 21 de juliol de 2003   | Campo Imperatore     | CINEOS        |
| 170190 - | 2003 OU4               | 22 de juliol de 2003   | Haleakala            | NEAT          |
| 170191 - | 2003 OY4               | 22 de juliol de 2003   | Haleakala            | NEAT          |
| 170192 - | 2003 OH5               | 22 de juliol de 2003   | Haleakala            | NEAT          |
| 170193 - | 2003 OA6               | 24 de juliol de 2003   | Majorca              | Majorca       |
| 170194 - | 2003 OL7               | 25 de juliol de 2003   | Palomar              | NEAT          |
| 170195 - | 2003 OP7               | 25 de juliol de 2003   | Palomar              | NEAT          |
| 170196 - | 2003 OM8               | 26 de juliol de 2003   | Reedy Creek          | J. Broughton  |
| 170197 - | 2003 OW9               | 25 de juliol de 2003   | Palomar              | NEAT          |
| 170198 - | 2003 OD10              | 25 de juliol de 2003   | Socorro              | LINEAR        |
| 170199 - | 2003 OV16              | 26 de juliol de 2003   | Palomar              | NEAT          |
| 170200 - | 2003 OP19              | 30 de juliol de 2003   | Campo Imperatore     | CINEOS        |